# Atlanta Hawks
Die Atlanta Hawks sind eine in Atlanta (Georgia) ansässige Basketball-Mannschaft der nordamerikanischen Profiliga NBA.

## Teamgeschichte

### Von Tri-Cities bis nach St. Louis (1946–1968)

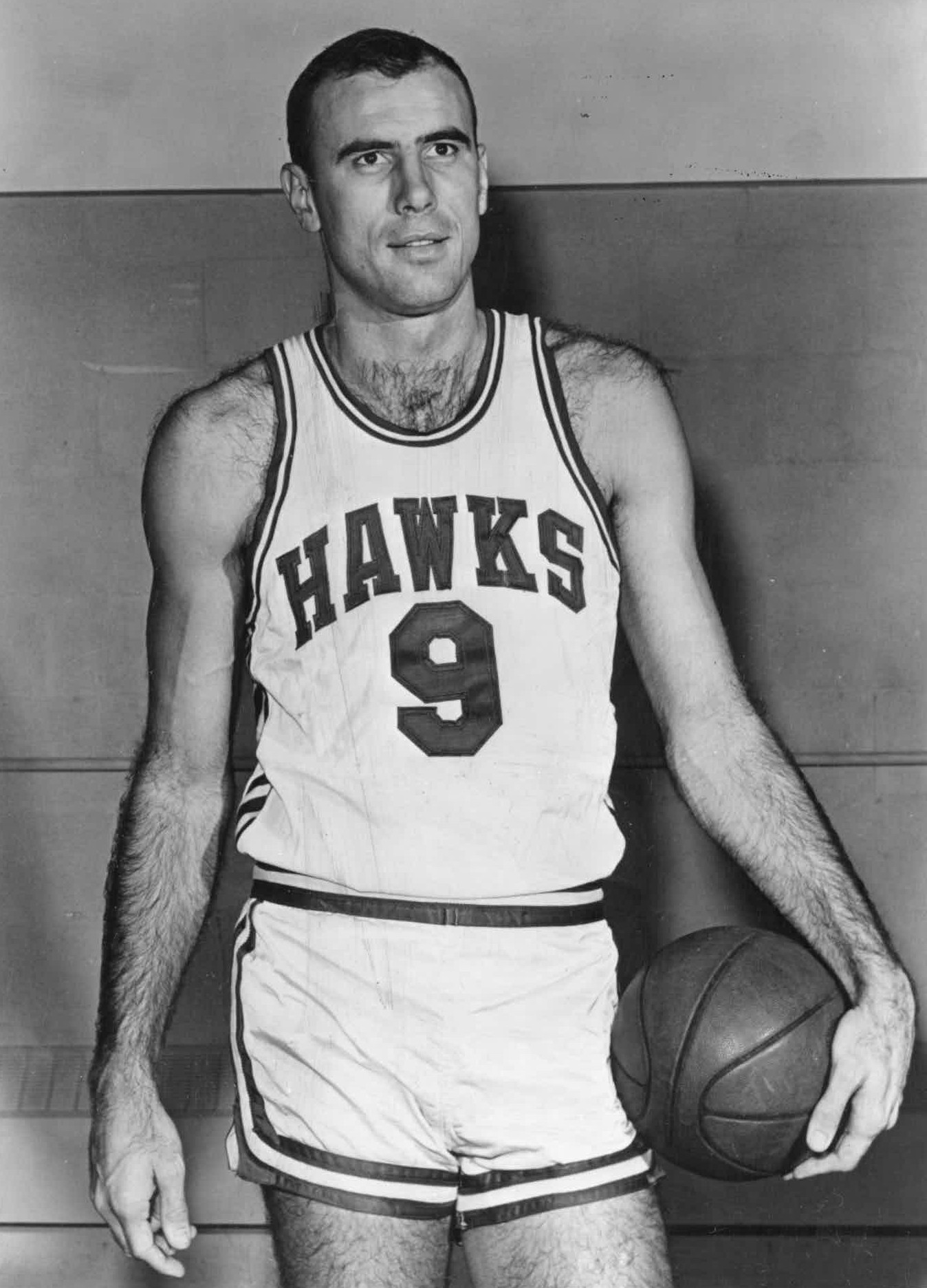
Bob Pettit spielte von 1954 bis 1965 für die Hawks

Gegründet wurden die Hawks 1946 als Buffalo Bisons, benannten sich mit ihrem Umzug in die damals sogenannte Tri-Cities-Region (heute Quad Cities), bestehend aus den Städten Moline und Rock Island in Illinois sowie Davenport in Iowa aber in Tri-Cities Blackhawks um. Der Name bezieht sich auf Black Hawk (deutsch Schwarzer Falke), einen Häuptling der Sauk und Meskwaki. Ursprünglich spielte das Franchise in der National Basketball League (NBL), wechselte jedoch nach dem Ende der NBL im Jahr 1949 in die NBA und erreichte dort in der Saison 1949/50 unter der Führung von Red Auerbach die Play-offs. Ben Kerner, der sprunghafte Besitzer des Teams, zog mit der Mannschaft nach Milwaukee um, wo sie ab der Saison 1951/52 unter dem Namen Milwaukee Hawks antrat.
1953 wählten die Hawks in der Draft mit Bob Pettit zwar einen zukünftigen Gewinner der MVP-Trophäe, waren dennoch vorerst nicht erfolgreich und aufgrund zunehmender Popularität des neu angesiedelten Baseball-Vereins Milwaukee Braves entschloss sich Kerner, das Team erneut umzuziehen und verlegte die Mannschaft zur Saison 1955/56 nach St. Louis.
Im Jahre 1957 erreichte das Team der St. Louis Hawks erstmals die Finals, verlor die Serie aber mit 3–4 gegen die Boston Celtics. In der darauffolgenden Saison 1957/58 gewann das Team unter Coach Alex Hannum den bis heute einzigen NBA-Titel gegen die Celtics, die danach ihre achtjährige Meisterschaftsserie beginnen sollten.

### Umzug nach Atlanta und die Lou Hudson-Ära (1965–1978)
In den Jahren 1960 und 1961 konnte das Team zwar die Finals erreichen, verlor diese aber erneut gegen die Celtics. 1968 trennte sich schließlich Ben Kerner von den Hawks und gab deren Verkauf an Tom Cousins und Carl Sanders, den ehemaligen Gouverneur von Georgia, am 3. Mai bekannt. Die Hawks siedelten daraufhin nach Atlanta um und die heutigen Atlanta Hawks waren geboren. Hier gab es ein „Wiedersehen“ mit den Braves, die ebenfalls nach Atlanta umgezogen waren. In den ersten beiden Jahren in Atlanta erreichte das Team die Division-Finals, verlor diese jedoch gegen die Los Angeles Lakers und verpasste somit nur knapp die NBA-Finals.
Die 1970er waren vom Showbasketball geprägt. Pete Maravich und Lou Hudson bildeten einen spektakulären Backcourt der jedoch nur mäßig erfolgreich war. Nachdem Maravich zum New Orleans Jazz transferiert wurde, brach das Team völlig ein und verpasste zwischen 1974 und 1977 viermal die Playoffs. Ein Grund für die Erfolglosigkeit war auch die Tatsache, dass die Konkurrenzliga American Basketball Association (ABA) talentierte Draft-Picks wie David Thompson oder Marvin Webster abwarben, die nie das Trikot der Hawks trugen. Nachdem Ted Turner das Team 1977 aufkaufte und in Atlanta hielt, lief es auch sportlich wieder besser.

### Ankunft von Dominique Wilkins (1982–1994)
Im Jahre 1982 erhielten die Hawks mit Dominique Wilkins einen echten Superstar und gehörten zu den besten Teams der Liga. Wilkins kam als Rookie von den Utah Jazz und etablierte sich in Atlanta zu einem der spektakulärsten Spieler der Liga. 1984 stieß mit Kevin Willis ein weiterer wichtiger Spieler zu den Hawks. Zusammen mit Wilkins und Doc Rivers gewannen die Hawks von 1985 bis 1989 stets 50 Spiele oder mehr, kamen nie über die Conference-Semifinals hinaus. 1988 stieß zudem Centerstar Moses Malone zu den Hawks. Jedoch hatte der bereits 33-jährige Malone seinen Zenit überschritten, so dass seine Leistungen in dem kommenden Jahren nachließen. Auch in den 1990er Jahren unter Star-Coach Lenny Wilkens erreichte das Team mehrmals 50 Siege oder mehr, scheiterte in den Play-offs jedoch immer in der ersten Runde. 1994 wurde Wilkins für Danny Manning zu den Los Angeles Clippers transferiert. Viele Experten überraschte der Transfer, da Wilkins zu diesem Zeitpunkt der beste Spieler im besten Team der Eastern Conference war. Die Hawks gewannen dennoch 57 Spiele, wofür Wilkens zum Trainer des Jahres wurde. Nach der Saison verließen jedoch Manning und Willis das Team, womit ein Neuaufbau her musste.

### Mutombo und Smith kommen zu den Hawks (1994–1999)
Mitte der 1990er wurden neue Spieler wie Steve Smith, Christian Laettner oder der kongolesische Center Dikembe Mutombo verpflichtet. Mutombo bildete dabei das defensive Rückgrat der Hawks und gewann 1996 und 1997 den NBA Defensive Player of the Year Award. Zudem spielte mit Mookie Blaylock einer der besten Verteidiger und Playmaker bei den Hawks. Mit diesem talentierten Kern, erreichte man noch bis 1999 regelmäßig die Playoffs. 1999 wurden Smith und Blaylock verkauft. Neuverpflichtung Isaiah Rider konnte die Erwartung nicht erfüllen, so dass in der Saison 1999/2000 nur 28 Siege eingefahren werden konnten und die Playoffs nach acht Jahren verpasst wurden.

### Erfolglose Jahre (1999–2008)

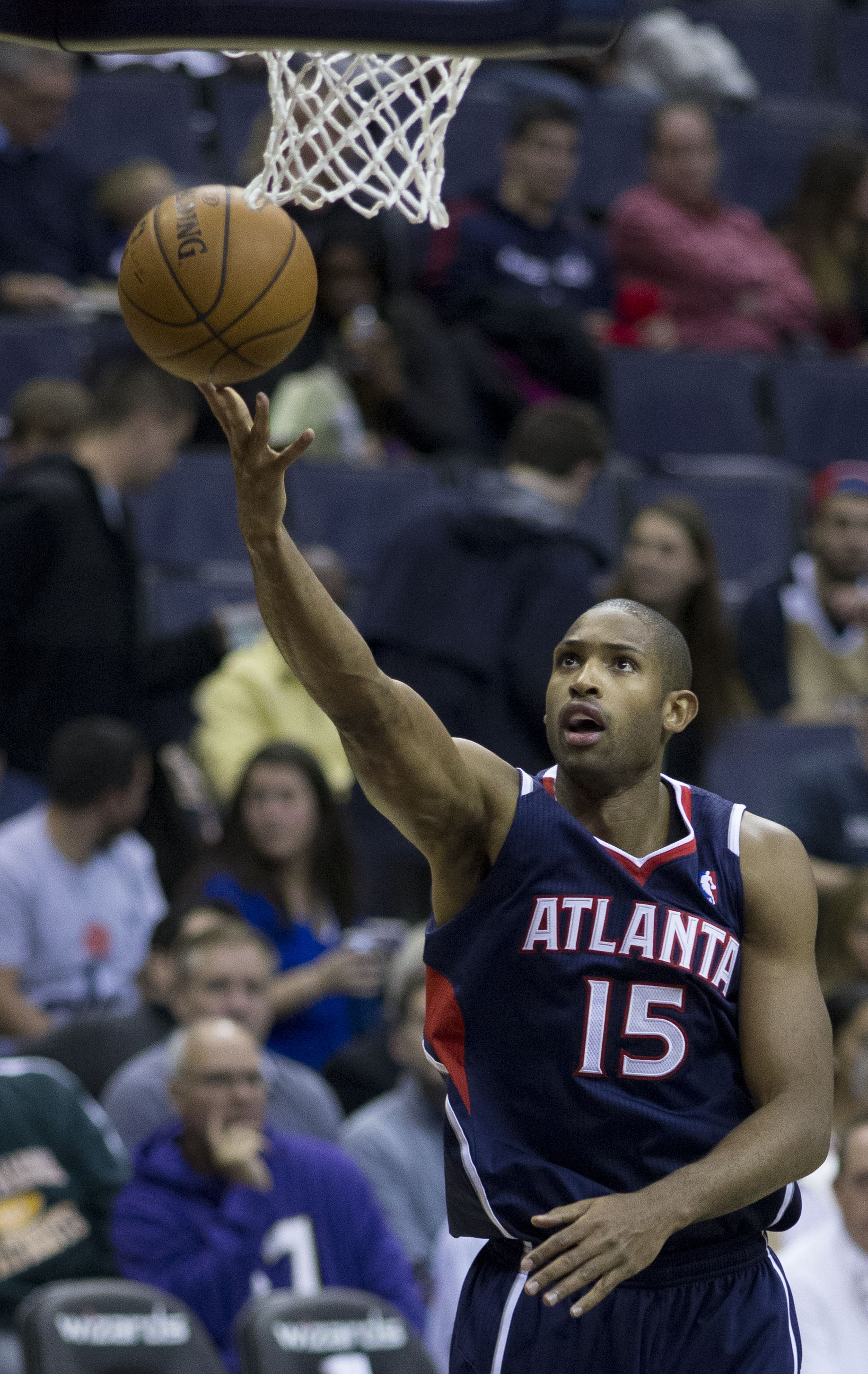
Al Horford spielte von 2007 bis 2016 für die Hawks

Während des NBA-Drafts 2001 wählten die Hawks den Spanier Pau Gasol und transferierten diesen zu den Memphis Grizzlies, im Austausch für Shareef Abdur-Rahim. Auch mit einem Kern aus Abdur-Rahim, Glenn Robinson und Jason Terry konnten die Hawks die Playoffs nicht erreichen.

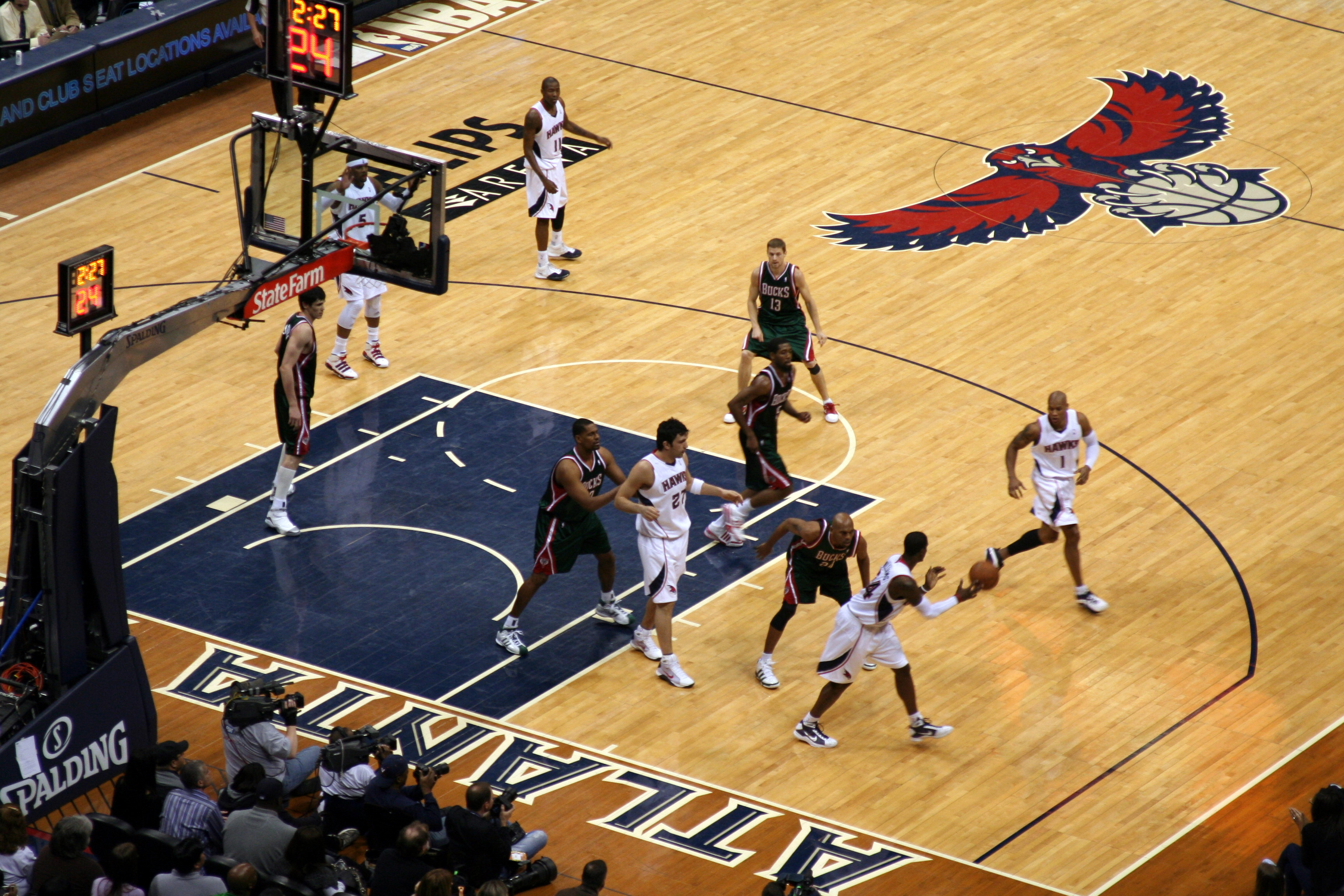
Die Hawks in einem Spiel gegen die Milwaukee Bucks

Im März 2004 wurde das Team, zusammen mit dem Eishockeyteam Atlanta Thrashers, an Vorstandsmitglieder der Atlanta Spirit LLC verkauft. Mit diesen teilten sie sich bis zu deren Umzug nach Winnipeg 2011 die Philips Arena. Doch die Hawks gerieten ins Straucheln und waren in der Saison 2004/05 mit 13 Siegen schlechtestes Team der NBA. In den folgenden Drafts 2005 und 2006 verstärkte man sich mit Marvin Williams und Shelden Williams, die jedoch die hochgesteckten Erwartungen nicht erfüllen konnten. Es gab auch positive Lichtblicke, so kam bereits 2004 Josh Smith, über die Free Agency wurde Joe Johnson von den Phoenix Suns geholt. Beim Draft 2007 wurde der dominikanische Center Al Horford verpflichtet. Mit diesem Kern, erreichte das Team 2008 nach neun Jahren Durststrecke wieder die Play-offs.

### Regelmäßige Playoffteilnahmen (2008–2017)
In den beiden darauffolgenden Jahren konnte die Mannschaft die Conference-Halbfinals erreichen, verlor diese aber beide Male mit 0—4 (gegen Cleveland und Orlando). Auch 2011 konnten die Hawks die Conference-Halbfinals erreichen, in denen sie den Chicago Bulls unterlagen.
In der Saison 2011/12 erzielten die Hawks die drittbeste Bilanz in der Eastern Conference, schieden jedoch bereits in der ersten Runde gegen die Boston Celtics aus. Am 25. Juni übernahm Danny Ferry den Posten des Managers der Hawks. Ferry leitete einen Umbruch ein und tradete den Starspieler Joe Johnson zu den Brooklyn Nets, ebenso wie das „ewige Talent“ Marvin Williams zu den Utah Jazz.
Auch 2012/2013 gelang den Hawks der Einzug in die Play-offs. Doch die Hawks kamen auch diesmal nicht über die erste Runde hinaus und mussten sich den Indiana Pacers mit 2—4 Siegen geschlagen geben. Nach Saisonende gaben die Hawks die Trennung von Headcoach Larry Drew bekannt, sein Nachfolger wurde Mike Budenholzer, der zuvor als Assistant-Coach für die San Antonio Spurs tätig war. Im NBA-Draft 2013 wählten die Hawks mit dem 17. Pick den deutschen Nachwuchsspieler Dennis Schröder aus. Im Sommer 2013 verließ Josh Smith die Atlanta Hawks und unterschrieb bei den Detroit Pistons. Die Hawks hatten zu diesem Zeitpunkt bereits Forward Paul Millsap von den Utah Jazz verpflichtet.
Trotz des frühzeitigen Ausfalls ihres Starspielers Horford, spielten die Hawks eine gute 2013/14-Saison und qualifizierten sich, nicht zuletzt dank Millsap und Jeff Teague, für die Play-offs. In der ersten Runde unterlagen sie jedoch dem Conferencebesten Indiana Pacers mit 3—4.
Die Saison 2014/15 wurde für die Hawks zu einer der erfolgreichsten. Mit Kyle Korver, Al Horford, Paul Millsap und Jeff Teague schickten die Hawks erstmals vier Spieler zu einem NBA All-Star Game. Das Team konnte mit 60 Siegen bei 22 Niederlagen einen Vereinsrekord für sich verbuchen und stellte damit die beste Bilanz der Eastern Conference. Für diese Leistung wurde Trainer Budenholzer als Trainer des Jahres ausgezeichnet. Womit er nach Harry Gallatin (1963), Richie Guerin (1968), Hubie Brown (1978), Mike Fratello (1986) und Lenny Wilkens (1994) bereits der sechste Hawks-Trainer ist, der diese Auszeichnung entgegennehmen sollte. In den Play-offs 2015 trafen die Hawks zunächst auf die Brooklyn Nets, die sie mit 4—2 schlugen. Auch die anschließende Play-off-Serie gegen die Washington Wizards gewannen die Hawks mit 4—2 und zogen damit in die Conference-Finals der Eastern Conference ein. Dort musste sich Atlanta jedoch glatt mit 0—4 den Cleveland Cavaliers von LeBron James geschlagen geben.
Die darauffolgende Saison 2015/16 verlief weniger erfolgreich. Die Hawks hielten den Kern beisammen, doch einige Leistungsträger wie Korver und Teague konnten ihre guten Leistungen aus dem Vorjahr nicht oder nur teilweise abrufen. Dazu verließ mit DeMarre Carroll ein wichtiger Spieler im Sommer das Team. Dennoch erreichten die Hawks mit 48 Siegen die Play-offs, schieden jedoch bereits in den Conference-Halbfinals abermals gegen die Cleveland Cavaliers mit 0—4 aus.
Im Sommer 2016 verließen Teague und Horford die Hawks und leiteten damit einen Neuaufbau ein. Neu verpflichtet wurde der ehemalige All-Star Dwight Howard, der damit in seine Heimatstadt zurückkehrte. Atlanta konnte mit 43 Siegen erneut den Einzug in die Play-offs feiern. Die Erstrundenserie gegen die Washington Wizards verloren die Hawks jedoch mit 2—4.

### Neuaufbau (Seit 2017)
Im Sommer 2017 verließ All-Star Paul Millsap die Hawks nach vier Jahren und wechselte zu den Denver Nuggets. Auch die anderen Leistungsträger Dwight Howard, Tim Hardaway, Jr. und Thabo Sefolosha verließen das Team. Deshalb wurde ein Neuaufbau um den deutschen Point Guard Dennis Schröder begonnen. Unterstützt von jungen Spielern wie John Collins und Taurean Prince schlossen die Hawks die Saison mit einer Bilanz von 24 Siegen und 58 Niederlagen, so dass die erste Saison des Neuaufbaus weit außerhalb der Playoff-Ränge auf dem letzten Platz Eastern Conference endete. Im Anschluss an die Saison 2017/2018 gab zudem Headcoach Mike Budenholzer seinen Abschied von den Hawks bekannt und einigte sich mit dem Club auf eine vorzeitige Auflösung seines Vertrages.
Am 11. Mai 2018 gab das Franchise bekannt, dass Lloyd Pierce neuer Headcoach der Hawks wird. Seit 2007 war Pierce als Assistantcoach bei verschiedenen Teams der NBA (Cleveland Cavaliers, Golden State Warriors, Memphis Grizzlies und Philadelphia 76ers) tätig. Nun tritt er seine erste Anstellung als Cheftrainer an. Im NBA-Draft 2018 wählte Atlanta an 3. Stelle Toptalent Luka Dončić aus, welcher jedoch gegen den 5. Pick des Drafts, Point Guard Trae Young, und einen zukünftigen Erstrunden-Pick getauscht wurde. Am 19. Juli gaben die Hawks bekannt, dass der bisherige Franchise-Player Dennis Schröder und Center Mike Muscala das Franchise in einem 3-Team-Trade verlassen werden. In diesem Deal, in dem auch die Oklahoma City Thunder und die Philadelphia 76ers involviert waren, erhielt man All-Star Carmelo Anthony, welcher jedoch sofort entlassen wurde, sowie Justin Anderson und einen Erstrunden-Pick für den NBA-Draft 2022.

## Aktueller Kader
| Nr. | Nat.               | Name               | Position       | Geburt     | Größe  | Info | College           |
| --- | ------------------ | ------------------ | -------------- | ---------- | ------ | ---- | ----------------- |
| 0   | Vereinigte Staaten | Dominick Barlow    | Forward        | 26.05.2003 | 206 cm |      | Dumont HS (NJ)    |
| 00  | Vereinigte Staaten | Jacob Toppin       | Forward        | 08.05.2000 | 206 cm | G    | Kentucky          |
| 1   | Vereinigte Staaten | Jalen Johnson      | Forward        | 18.12.2001 | 203 cm |      | Duke              |
| 2   | Vereinigte Staaten | Keaton Wallace     | Guard          | 26.02.1999 | 191 cm | R G  | Texas-San Antonio |
| 3   | Vereinigte Staaten | Caris LeVert       | Guard/Forward  | 25.08.1994 | 198 cm |      | Michigan          |
| 4   | Vereinigte Staaten | Kobe Bufkin        | Guard          | 21.09.2003 | 196 cm |      | Michigan          |
| 5   | Australien         | Dyson Daniels      | Guard          | 17.03.2003 | 201 cm |      | Serbien           |
| 10  | Frankreich         | Zaccharie Risacher | Forward        | 08.04.2005 | 206 cm | R    | Frankreich        |
| 11  | Vereinigte Staaten | Trae Young         | Guard          | 19.09.1998 | 185 cm |      | Oklahoma          |
| 14  | Vereinigte Staaten | Terance Mann       | Guard/Forward  | 18.10.1996 | 196 cm |      | Florida State     |
| 15  | Schweiz            | Clint Capela       | Center         | 18.05.1994 | 208 cm |      | Schweiz           |
| 17  | Vereinigte Staaten | Onyeka Okongwu     | Forward/Center | 11.12.2000 | 208 cm |      | USC               |
| 18  | Senegal            | Mouhamed Gueye     | Forward        | 09.11.2002 | 208 cm |      | Washington State  |
| 20  | Vereinigte Staaten | Georges Niang      | Forward        | 17.06.1993 | 201 cm |      | Iowa State        |
| 22  | Vereinigte Staaten | Larry Nance Jr     | Forward        | 01.01.1993 | 198 cm |      | Wyoming           |
| 24  | Vereinigte Staaten | Garrison Mathews   | Guard          | 24.10.1996 | 198 cm |      | Lipscomb          |
| 27  | Tschechien         | Vít Krejčí         | Guard          | 19.06.2000 | 203 cm |      | Tschechien        |
| 29  | Vereinigte Staaten | Daeqwon Plowden    | Guard/Forward  | 29.08.1998 | 198 cm | R G  | Bowling Green     |

| Nat.               | Name               | Position           |
| ------------------ | ------------------ | ------------------ |
| Vereinigte Staaten | Quin Snyder        | Head Coach         |
| Vereinigte Staaten | Bryan Bailey       | Assistenzcoach     |
| Vereinigte Staaten | Mike Brey          | Assistenzcoach     |
| Vereinigte Staaten | Brittni Donaldson  | Assistenzcoach     |
| Vereinigte Staaten | Steve Klei         | Assistenzcoach     |
| unbekannt          | Igor Kokoskov      | Assistenzcoach     |
| unbekannt          | Sanjay Lumpkin     | Assistenzcoach     |
| unbekannt          | Ronald Nored       | Assistenzcoach     |
| unbekannt          | Ryan Schmidt       | Assistenzcoach     |
| unbekannt          | Ekpe Udoh          | Assistenzcoach     |
| unbekannt          | Jeff Watkinson     | Assistenzcoach     |
| unbekannt          | Antonio lang       | Trainer            |
| unbekannt          | Reggis Onwukamuche | Spielerentwicklung |

| Abk. | Bedeutung                       |
| ---- | ------------------------------- |
| Nr.  | Trikotnummer                    |
| Nat. | Nationalität                    |
| C    | Mannschaftskapitän              |
| R    | Rookie                          |
| G    | Two-way contract                |
| S    | Suspension                      |
|      | Verletzungsbedingte Inaktivität |

## Ehrungen und nennenswerte Leistungen

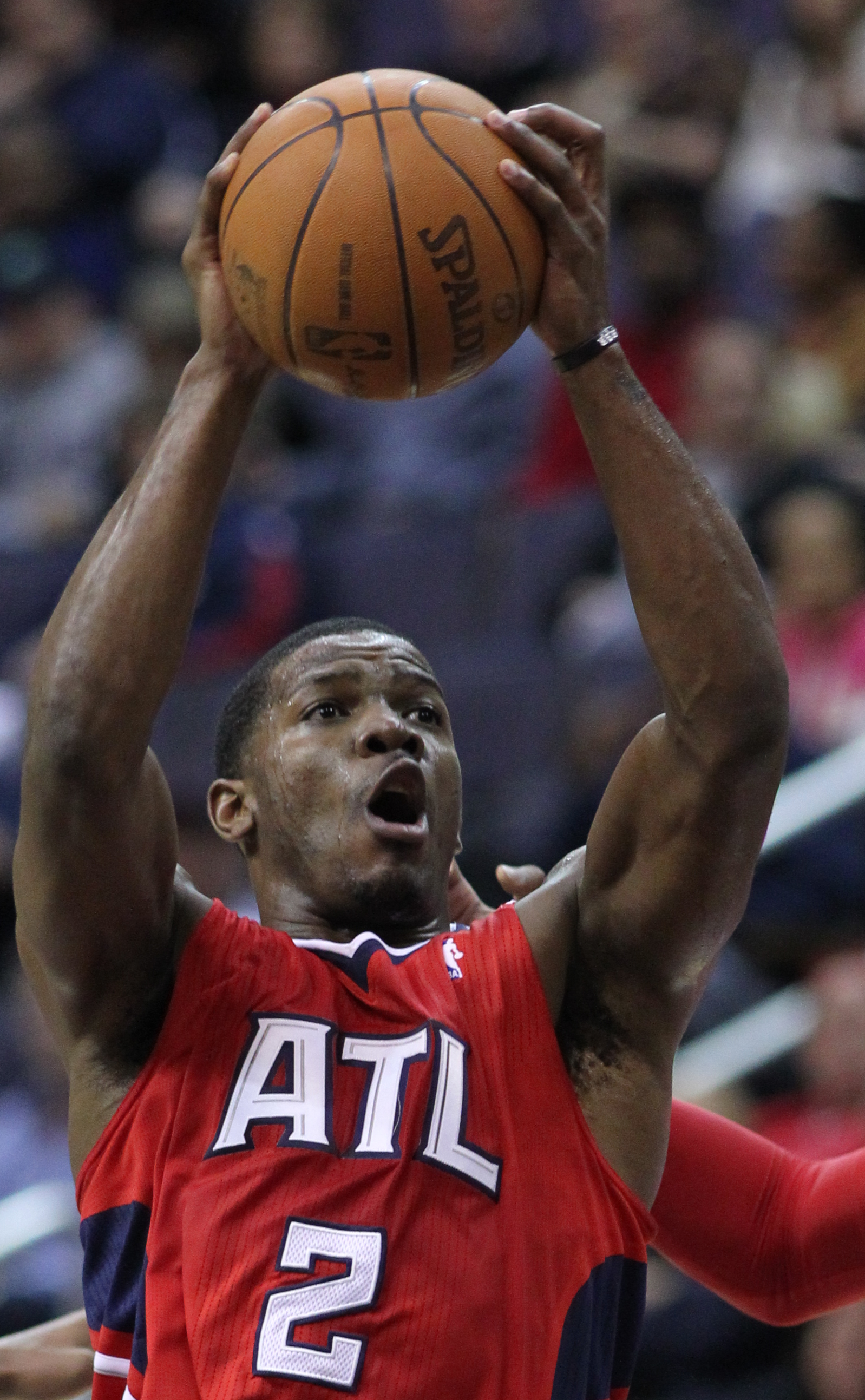
All-Star Joe Johnson (2005–2012)

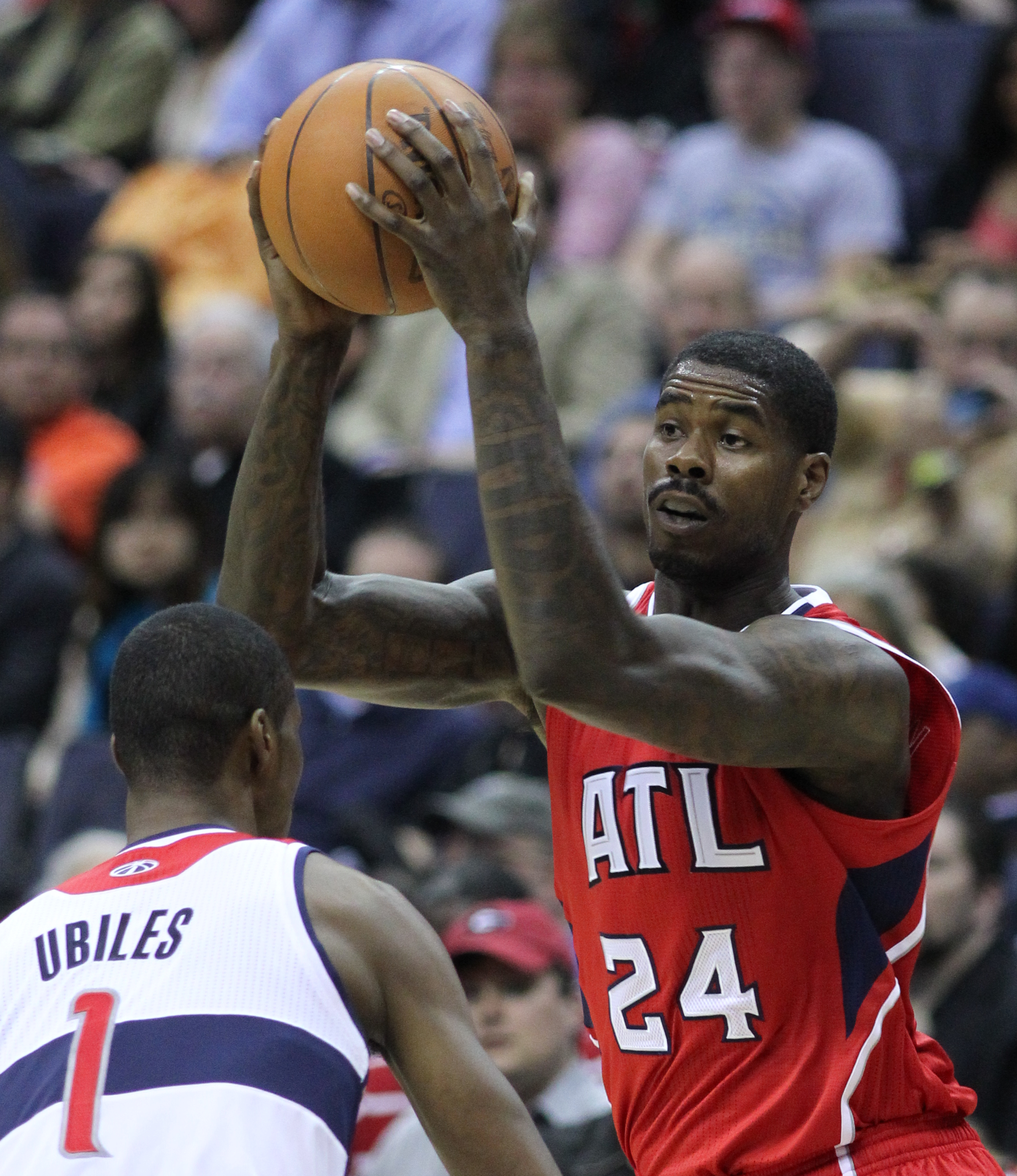
Forward Marvin Williams (2005–2012)

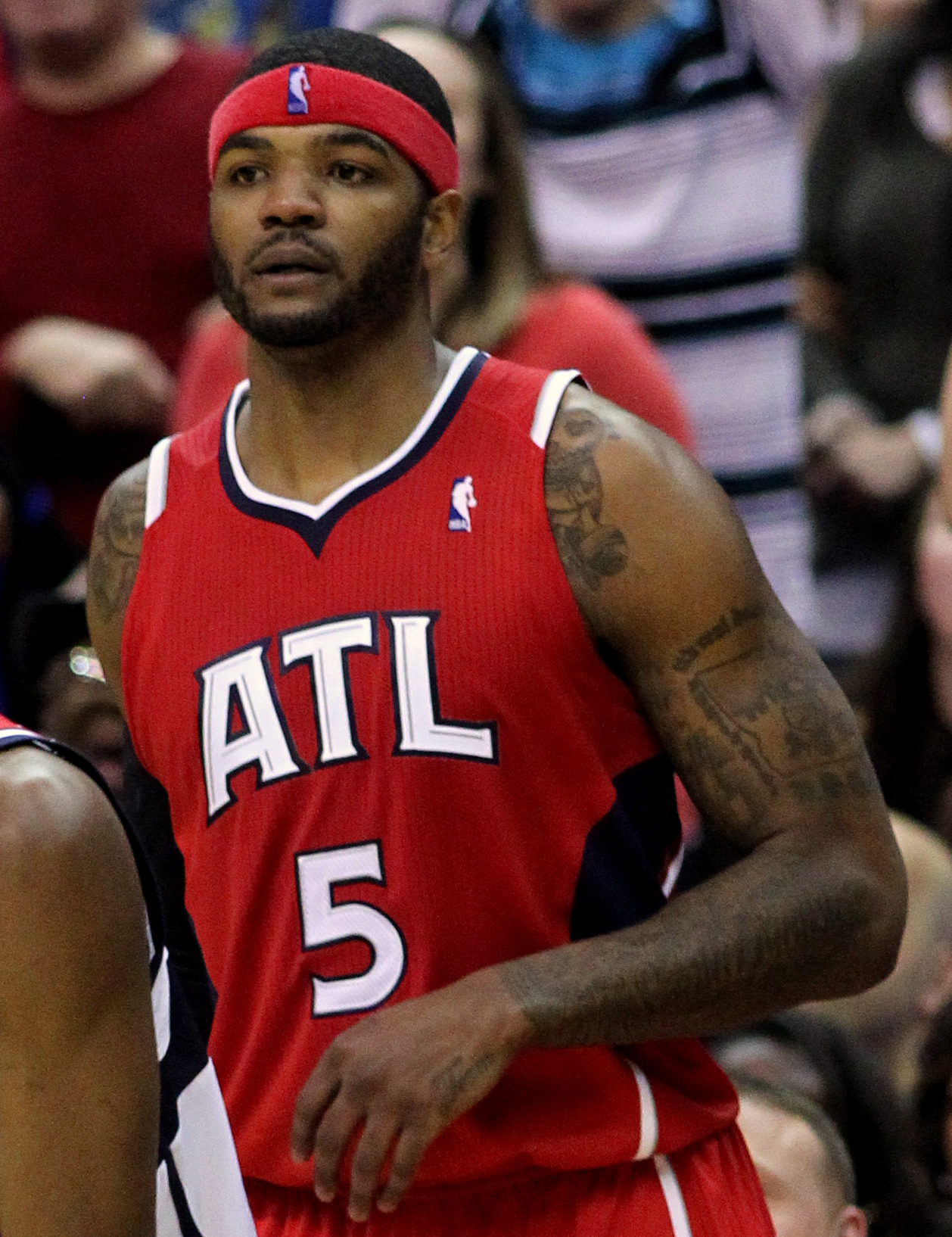
Josh Smith (2004–2013)

| Nr. | Nat.                                            | Name              | Position | Zeit      |
| --- | ----------------------------------------------- | ----------------- | -------- | --------- |
| 9   | Vereinigte Staaten                              | Bob Pettit        | Forward  | 1954–1965 |
| 21  | Vereinigte Staaten                              | Dominique Wilkins | Forward  | 1982–1994 |
| 23  | Vereinigte Staaten                              | Lou Hudson        | Forward  | 1966–1977 |
| 40  | Vereinigte Staaten                              | Jason Collier     | Center   | 2003–2005 |
| 55  | Kongo Demokratische Republik Vereinigte Staaten | Dikembe Mutombo   | Center   | 1996–2000 |
| 44  | Vereinigte Staaten                              | Pete Maravich     | Guard    | 1970–1974 |

| Nat.                                            | Name              | Position       | Zeit      |
| ----------------------------------------------- | ----------------- | -------------- | --------- |
| Vereinigte Staaten                              | Walt Bellamy      | Forward/Center | 1970–1974 |
| Vereinigte Staaten                              | Richie Guerin     | Guard          | 1963–1970 |
| Vereinigte Staaten                              | Cliff Hagan       | Forward        | 1956–1966 |
| Vereinigte Staaten                              | Connie Hawkins    | Forward        | 1975–1976 |
| Kanada                                          | Bob Houbregs      | Forward        | 1953      |
| Vereinigte Staaten                              | Ed Macauley       | Forward        | 1956–1959 |
| Vereinigte Staaten                              | Moses Malone      | Center         | 1988–1991 |
| Vereinigte Staaten                              | Pete Maravich     | Guard          | 1970–1974 |
| Vereinigte Staaten                              | Slater Martin     | Guard          | 1956–1960 |
| Vereinigte Staaten                              | Bob Pettit        | Forward        | 1954–1965 |
| Vereinigte Staaten                              | Lenny Wilkens     | Guard          | 1960–1968 |
| Vereinigte Staaten                              | Dominique Wilkins | Forward        | 1982–1994 |
| Kongo Demokratische Republik Vereinigte Staaten | Dikembe Mutombo   | Center         | 1996–2000 |

| Name                | aktueller Verein       |
| ------------------- | ---------------------- |
| Shareef Abdur-Rahim | Karriere beendet       |
| Stacey Augmon       | Karriere beendet       |
| Zelmo Beaty         | Karriere beendet       |
| Mike Bibby          | Karriere beendet       |
| Mookie Blaylock     | Karriere beendet       |
| Jamal Crawford      | Karriere beendet       |
| Al Horford          | Boston Celtics         |
| Christian Laettner  | Karriere beendet       |
| Dikembe Mutombo     | Karriere beendet       |
| Paul Millsap        | Denver Nuggets         |
| Glenn „Doc“ Rivers  | Karriere beendet       |
| Glenn Robinson      | Karriere beendet       |
| Steve Smith         | Karriere beendet       |
| Kevin Willis        | Karriere beendet       |
| Josh Smith          | Karriere beendet       |
| Joe Johnson         | Karriere beendet       |
| Jason Terry         | Karriere beendet       |
| Dennis Schröder     | Sacramento Kings       |
| Jeff Teague         | Minnesota Timberwolves |
| Spud Webb           | Karriere beendet       |
| Marvin Williams     | Karriere beendet       |

## Statistiken
| Jahr                  | Siege:Niederlagen     | Siege [%]             | Play-offs                                                               |                       |                       |                       |                       |                       |                       |                       |                       |                       |                       |
| Tri-Cities Blackhawks | Tri-Cities Blackhawks | Tri-Cities Blackhawks | Tri-Cities Blackhawks                                                   | Tri-Cities Blackhawks | Tri-Cities Blackhawks | Tri-Cities Blackhawks | Tri-Cities Blackhawks | Tri-Cities Blackhawks | Tri-Cities Blackhawks | Tri-Cities Blackhawks | Tri-Cities Blackhawks | Tri-Cities Blackhawks | Tri-Cities Blackhawks |
| --------------------- | --------------------- | --------------------- | ----------------------------------------------------------------------- | --------------------- | --------------------- | --------------------- | --------------------- | --------------------- | --------------------- | --------------------- | --------------------- | --------------------- | --------------------- |
| 1949/50               | 29:35                 | 45,3                  | 1:2 in den Western Division-Halbfinals gegen die Anderson Packers       |                       |                       |                       |                       |                       |                       |                       |                       |                       |                       |
| 1950/51               | 25:43                 | 36,8                  | Nicht für die Play-offs qualifiziert                                    |                       |                       |                       |                       |                       |                       |                       |                       |                       |                       |
| Milwaukee Hawks       |                       |                       |                                                                         |                       |                       |                       |                       |                       |                       |                       |                       |                       |                       |
| 1951/52               | 17:49                 | 25,8                  | Nicht für die Play-offs qualifiziert                                    |                       |                       |                       |                       |                       |                       |                       |                       |                       |                       |
| 1952/53               | 27:44                 | 38,0                  | Nicht für die Play-offs qualifiziert                                    |                       |                       |                       |                       |                       |                       |                       |                       |                       |                       |
| 1953/54               | 21:51                 | 29,2                  | Nicht für die Play-offs qualifiziert                                    |                       |                       |                       |                       |                       |                       |                       |                       |                       |                       |
| 1954/55               | 26:46                 | 36,1                  | Nicht für die Play-offs qualifiziert                                    |                       |                       |                       |                       |                       |                       |                       |                       |                       |                       |
| St. Louis Hawks       |                       |                       |                                                                         |                       |                       |                       |                       |                       |                       |                       |                       |                       |                       |
| 1955/56               | 33:39                 | 45,8                  | 2:3 in den Western Division-Finals gegen die Fort Wayne Pistons         |                       |                       |                       |                       |                       |                       |                       |                       |                       |                       |
| 1956/57               | 34:38                 | 47,2                  | 3:4 in den NBA-Finals gegen die Boston Celtics                          |                       |                       |                       |                       |                       |                       |                       |                       |                       |                       |
| 1957/58               | 41:31                 | 56,9                  | NBA-Meister mit 4:2 gegen die Boston Celtics                            |                       |                       |                       |                       |                       |                       |                       |                       |                       |                       |
| 1958/59               | 49:23                 | 68,1                  | 2:4 in den Western Division-Finals gegen die Minneapolis Lakers         |                       |                       |                       |                       |                       |                       |                       |                       |                       |                       |
| 1959/60               | 46:29                 | 61,3                  | 3:4 in den Finals gegen die Boston Celtics                              |                       |                       |                       |                       |                       |                       |                       |                       |                       |                       |
| 1960/61               | 51:28                 | 64,6                  | 1:4 in den Finals gegen die Boston Celtics                              |                       |                       |                       |                       |                       |                       |                       |                       |                       |                       |
| 1961/62               | 29:51                 | 36,3                  | Nicht für die Play-offs qualifiziert                                    |                       |                       |                       |                       |                       |                       |                       |                       |                       |                       |
| 1962/63               | 48:32                 | 60,0                  | 3:4 in den Western Division-Finals gegen die Los Angeles Lakers         |                       |                       |                       |                       |                       |                       |                       |                       |                       |                       |
| 1963/64               | 46:34                 | 57,5                  | 3:4 in den Western Division-Finals gegen die San Francisco Warriors     |                       |                       |                       |                       |                       |                       |                       |                       |                       |                       |
| 1964/65               | 45:35                 | 56,3                  | 1:3 in den Western Division-Halbfinals gegen die Baltimore Bullets      |                       |                       |                       |                       |                       |                       |                       |                       |                       |                       |
| 1965/66               | 36:44                 | 45,0                  | 3:4 in den Western Division-Finals gegen die Los Angeles Lakers         |                       |                       |                       |                       |                       |                       |                       |                       |                       |                       |
| 1966/67               | 39:42                 | 48,1                  | 2:4 in den Western Division-Finals gegen die San Francisco Warriors     |                       |                       |                       |                       |                       |                       |                       |                       |                       |                       |
| 1967/68               | 56:26                 | 68,3                  | 2:4 in den Western Division-Halbfinals gegen die San Francisco Warriors |                       |                       |                       |                       |                       |                       |                       |                       |                       |                       |
| Atlanta Hawks         |                       |                       |                                                                         |                       |                       |                       |                       |                       |                       |                       |                       |                       |                       |
| 1968/69               | 48:34                 | 58,5                  | 1:4 in den Western Division-Finals gegen die Los Angeles Lakers         |                       |                       |                       |                       |                       |                       |                       |                       |                       |                       |
| 1969/70               | 48:34                 | 58,5                  | 0:4 in den Western Division-Finals gegen die Los Angeles Lakers         |                       |                       |                       |                       |                       |                       |                       |                       |                       |                       |
| 1970/71               | 36:46                 | 43,9                  | 1:4 in den Eastern Conference-Halbfinals gegen die New York Knicks      |                       |                       |                       |                       |                       |                       |                       |                       |                       |                       |
| 1971/72               | 36:46                 | 43,9                  | 2:4 in den Eastern Conference-Halbfinals gegen die Boston Celtics       |                       |                       |                       |                       |                       |                       |                       |                       |                       |                       |
| 1972/73               | 46:36                 | 56,1                  | 2:4 in den Eastern Conference-Halbfinals gegen die Boston Celtics       |                       |                       |                       |                       |                       |                       |                       |                       |                       |                       |
| 1973/74               | 35:47                 | 42,7                  | Nicht für die Play-offs qualifiziert                                    |                       |                       |                       |                       |                       |                       |                       |                       |                       |                       |
| 1974/75               | 31:51                 | 37,8                  | Nicht für die Play-offs qualifiziert                                    |                       |                       |                       |                       |                       |                       |                       |                       |                       |                       |
| 1975/76               | 29:53                 | 35,4                  | Nicht für die Play-offs qualifiziert                                    |                       |                       |                       |                       |                       |                       |                       |                       |                       |                       |
| 1976/77               | 31:51                 | 37,8                  | Nicht für die Play-offs qualifiziert                                    |                       |                       |                       |                       |                       |                       |                       |                       |                       |                       |
| 1977/78               | 41:41                 | 50,0                  | 0:2 in der ersten Runde gegen die Washington Bullets                    |                       |                       |                       |                       |                       |                       |                       |                       |                       |                       |
| 1978/79               | 46:36                 | 56,1                  | 3:4 in den Eastern Conference-Halbfinals gegen die Washington Bullets   |                       |                       |                       |                       |                       |                       |                       |                       |                       |                       |
| 1979/80               | 50:32                 | 61,0                  | 1:4 in den Eastern Conference-Halbfinals gegen die Philadelphia 76ers   |                       |                       |                       |                       |                       |                       |                       |                       |                       |                       |
| 1980/81               | 31:51                 | 37,8                  | Nicht für die Play-offs qualifiziert                                    |                       |                       |                       |                       |                       |                       |                       |                       |                       |                       |
| 1981/82               | 42:40                 | 51,2                  | 0:2 in der ersten Runde gegen die Philadelphia 76ers                    |                       |                       |                       |                       |                       |                       |                       |                       |                       |                       |
| 1982/83               | 43:39                 | 52,4                  | 1:2 in der ersten Runde gegen die Boston Celtics                        |                       |                       |                       |                       |                       |                       |                       |                       |                       |                       |
| 1983/84               | 40:42                 | 48,8                  | 2:3 in der ersten Runde gegen die Milwaukee Bucks                       |                       |                       |                       |                       |                       |                       |                       |                       |                       |                       |
| 1984/85               | 34:48                 | 41,5                  | Nicht für die Play-offs qualifiziert                                    |                       |                       |                       |                       |                       |                       |                       |                       |                       |                       |
| 1985/86               | 50:32                 | 61,0                  | 1:4 in den Eastern Conference-Halbfinals gegen die Boston Celtics       |                       |                       |                       |                       |                       |                       |                       |                       |                       |                       |
| 1986/87               | 57:25                 | 69,5                  | 1:4 in den Eastern Conference-Halbfinals gegen die Detroit Pistons      |                       |                       |                       |                       |                       |                       |                       |                       |                       |                       |
| 1987/88               | 50:32                 | 61,0                  | 3:4 in den Eastern Conference-Halbfinals gegen die Boston Celtics       |                       |                       |                       |                       |                       |                       |                       |                       |                       |                       |
| 1988/89               | 52:30                 | 63,4                  | 3:4 in den Eastern Conference-Halbfinals gegen die Boston Celtics       |                       |                       |                       |                       |                       |                       |                       |                       |                       |                       |
| 1989/90               | 41:41                 | 50,0                  | Nicht für die Play-offs qualifiziert                                    |                       |                       |                       |                       |                       |                       |                       |                       |                       |                       |
| 1990/91               | 43:39                 | 52,4                  | 2:3 in der ersten Runde gegen die Detroit Pistons                       |                       |                       |                       |                       |                       |                       |                       |                       |                       |                       |
| 1991/92               | 38:44                 | 46,3                  | Nicht für die Play-offs qualifiziert                                    |                       |                       |                       |                       |                       |                       |                       |                       |                       |                       |
| 1992/93               | 43:39                 | 52,4                  | 0:3 in der ersten Runde gegen die Chicago Bulls                         |                       |                       |                       |                       |                       |                       |                       |                       |                       |                       |
| 1993/94               | 57:25                 | 69,5                  | 2:4 in den Eastern Conference-Halbfinals gegen die Indiana Pacers       |                       |                       |                       |                       |                       |                       |                       |                       |                       |                       |
| 1994/95               | 42:40                 | 51,2                  | 0:3 in der ersten Runde gegen die Indiana Pacers                        |                       |                       |                       |                       |                       |                       |                       |                       |                       |                       |
| 1995/96               | 46:36                 | 56,1                  | 1:4 in den Eastern Conference-Halbfinals gegen die Orlando Magic        |                       |                       |                       |                       |                       |                       |                       |                       |                       |                       |
| 1996/97               | 56:26                 | 68,3                  | 1:4 in den Eastern Conference-Halbfinals gegen die Chicago Bulls        |                       |                       |                       |                       |                       |                       |                       |                       |                       |                       |
| 1997/98               | 50:32                 | 61,0                  | 1:3 in der ersten Runde gegen die Charlotte Hornets                     |                       |                       |                       |                       |                       |                       |                       |                       |                       |                       |
| 1998/99               | 31:19                 | 62,0                  | 0:4 in den Eastern Conference-Halbfinals gegen die New York Knicks      |                       |                       |                       |                       |                       |                       |                       |                       |                       |                       |
| 1999/00               | 28:54                 | 34,1                  | Nicht für die Play-offs qualifiziert                                    |                       |                       |                       |                       |                       |                       |                       |                       |                       |                       |
| 2000/01               | 25:57                 | 30,5                  | Nicht für die Play-offs qualifiziert                                    |                       |                       |                       |                       |                       |                       |                       |                       |                       |                       |
| 2001/02               | 33:49                 | 40,2                  | Nicht für die Play-offs qualifiziert                                    |                       |                       |                       |                       |                       |                       |                       |                       |                       |                       |
| 2002/03               | 35:47                 | 42,7                  | Nicht für die Play-offs qualifiziert                                    |                       |                       |                       |                       |                       |                       |                       |                       |                       |                       |
| 2003/04               | 28:54                 | 34,1                  | Nicht für die Play-offs qualifiziert                                    |                       |                       |                       |                       |                       |                       |                       |                       |                       |                       |
| 2004/05               | 13:69                 | 15,9                  | Nicht für die Play-offs qualifiziert                                    |                       |                       |                       |                       |                       |                       |                       |                       |                       |                       |
| 2005/06               | 26:56                 | 31,7                  | Nicht für die Play-offs qualifiziert                                    |                       |                       |                       |                       |                       |                       |                       |                       |                       |                       |
| 2006/07               | 30:52                 | 36,6                  | Nicht für die Play-offs qualifiziert                                    |                       |                       |                       |                       |                       |                       |                       |                       |                       |                       |
| 2007/08               | 37:45                 | 45,1                  | 3:4 in der ersten Runde gegen die Boston Celtics                        |                       |                       |                       |                       |                       |                       |                       |                       |                       |                       |
| 2008/09               | 47:35                 | 57,3                  | 0:4 in den Eastern Conference-Halbfinals gegen die Cleveland Cavaliers  |                       |                       |                       |                       |                       |                       |                       |                       |                       |                       |
| 2009/10               | 53:29                 | 64,6                  | 0:4 in den Eastern Conference-Halbfinals gegen die Orlando Magic        |                       |                       |                       |                       |                       |                       |                       |                       |                       |                       |
| 2010/11               | 44:38                 | 53,7                  | 2:4 in den Eastern Conference-Halbfinals gegen die Chicago Bulls        |                       |                       |                       |                       |                       |                       |                       |                       |                       |                       |
| 2011/12               | 40:26                 | 60,6                  | 2:4 in der ersten Runde gegen die Boston Celtics                        |                       |                       |                       |                       |                       |                       |                       |                       |                       |                       |
| 2012/13               | 44:38                 | 53,7                  | 2:4 in der ersten Runde gegen die Indiana Pacers                        |                       |                       |                       |                       |                       |                       |                       |                       |                       |                       |
| 2013/14               | 38:44                 | 46,3                  | 3:4 in der ersten Runde gegen die Indiana Pacers                        |                       |                       |                       |                       |                       |                       |                       |                       |                       |                       |
| 2014/15               | 60:22                 | 73,2                  | 0:4 in den Eastern Conference-Finals gegen die Cleveland Cavaliers      |                       |                       |                       |                       |                       |                       |                       |                       |                       |                       |
| 2015/16               | 48:34                 | 58,5                  | 0:4 in den Eastern Conference-Halbfinals gegen die Cleveland Cavaliers  |                       |                       |                       |                       |                       |                       |                       |                       |                       |                       |
| 2016/17               | 43:39                 | 52,4                  | 2:4 in der ersten Runde gegen die Washington Wizards                    |                       |                       |                       |                       |                       |                       |                       |                       |                       |                       |
| 2017/18               | 24:58                 | 29,3                  | Nicht für die Play-offs qualifiziert                                    |                       |                       |                       |                       |                       |                       |                       |                       |                       |                       |
| 2018/19               | 29:53                 | 35,4                  | Nicht für die Play-offs qualifiziert                                    |                       |                       |                       |                       |                       |                       |                       |                       |                       |                       |
| 2019/20               | 20:47                 | 29,9                  | Nicht für die Play-offs qualifiziert                                    |                       |                       |                       |                       |                       |                       |                       |                       |                       |                       |
| 2020/21               | 41:31                 | 56,9                  | 2:4 in den Eastern Conference-Finals gegen die Milwaukee Bucks          |                       |                       |                       |                       |                       |                       |                       |                       |                       |                       |
| 2021/22               | 43:39                 | 52,4                  | 1:4 in der ersten Runde gegen die Miami Heat                            |                       |                       |                       |                       |                       |                       |                       |                       |                       |                       |
| 2022/23               | 41:41                 | 50,0                  | 2:4 in der ersten Runde gegen die Boston Celtics                        |                       |                       |                       |                       |                       |                       |                       |                       |                       |                       |
| 2023/24               | 36:46                 | 43,9                  | Nicht für die Play-offs qualifiziert in den Play-ins                    |                       |                       |                       |                       |                       |                       |                       |                       |                       |                       |
| 2024/25               | 40:42                 | 48,8                  | Nicht für die Play-offs qualifiziert in den Play-ins                    |                       |                       |                       |                       |                       |                       |                       |                       |                       |                       |
| Gesamt                | 2967:3052             | 49,3                  | 168:222 in den Play-offs (43,1 %) – 1 NBA-Meisterschaft                 |                       |                       |                       |                       |                       |                       |                       |                       |                       |                       |

1. ↑  0:1 im Western Division Tie-Break um den zweiten Platz der Division gegen die Minneapolis Lakers.
Pre-Playoff – Tie-Break geht nicht in die Play-off-Bilanz ein.